# Австралія на літніх Олімпійських іграх 1936
Австралія брала участь у Літніх Олімпійських іграх 1936 року в Берліні  (Німеччина) у восьмий раз за свою історію, і завоювала одну бронзову медаль. У складі збірної країни були представлені 4 жінки.

## Бронза
Легка атлетика, чоловіки, потрійний стрибок — Джек Меткалф. 